# Mondovì
Mondovì is een gemeente in de Italiaanse provincie Cuneo (regio Piëmont) en telt 22.264 inwoners (31-12-2020). De oppervlakte bedraagt 87,05 km², de bevolkingsdichtheid is 255,76 inwoners per km².
De inwoners noemen zichzelf Monregalesi, naar de naam van de stad in de Piemontese streektaal: Mons Regalis in Pedemonte
De volgende frazioni maken deel uit van de gemeente: Sant'Anna Avagnina, Merlo, Sciolli, Rifreddo, Gratteria, San Giovanni Govoni, San Quintino, Breolungi, Pogliola, San Biagio, Pascomonti.

## Demografie
Mondovì telt ongeveer 9311 huishoudens. Het aantal inwoners daalde in de periode 1991-2001 met 1,2% volgens cijfers uit de tienjaarlijkse volkstellingen van ISTAT, maar neemt sindsdien gemiddeld weer licht toe.
| Jaar | Inwoneraantal |
| ---- | ------------- |
| 1991 | 22.155        |
| 2001 | 21.880        |
| 2011 | 22.253        |
| 2021 | 22.264        |

## Geografie
De gemeente ligt tussen (laagste punt) op 278m en (hoogste punt) 614m boven zeeniveau. Het gemeentehuis ligt op ongeveer 395m boven zeeniveau.
Mondovì grenst aan de volgende gemeenten: Bastia Mondovì, Briaglia, Carrù, Cigliè, Magliano Alpi, Margarita, Monastero di Vasco, Morozzo, Niella Tanaro, Pianfei, Rocca de' Baldi, Vicoforte, Villanova Mondovì. 

## Bezienswaardigheid

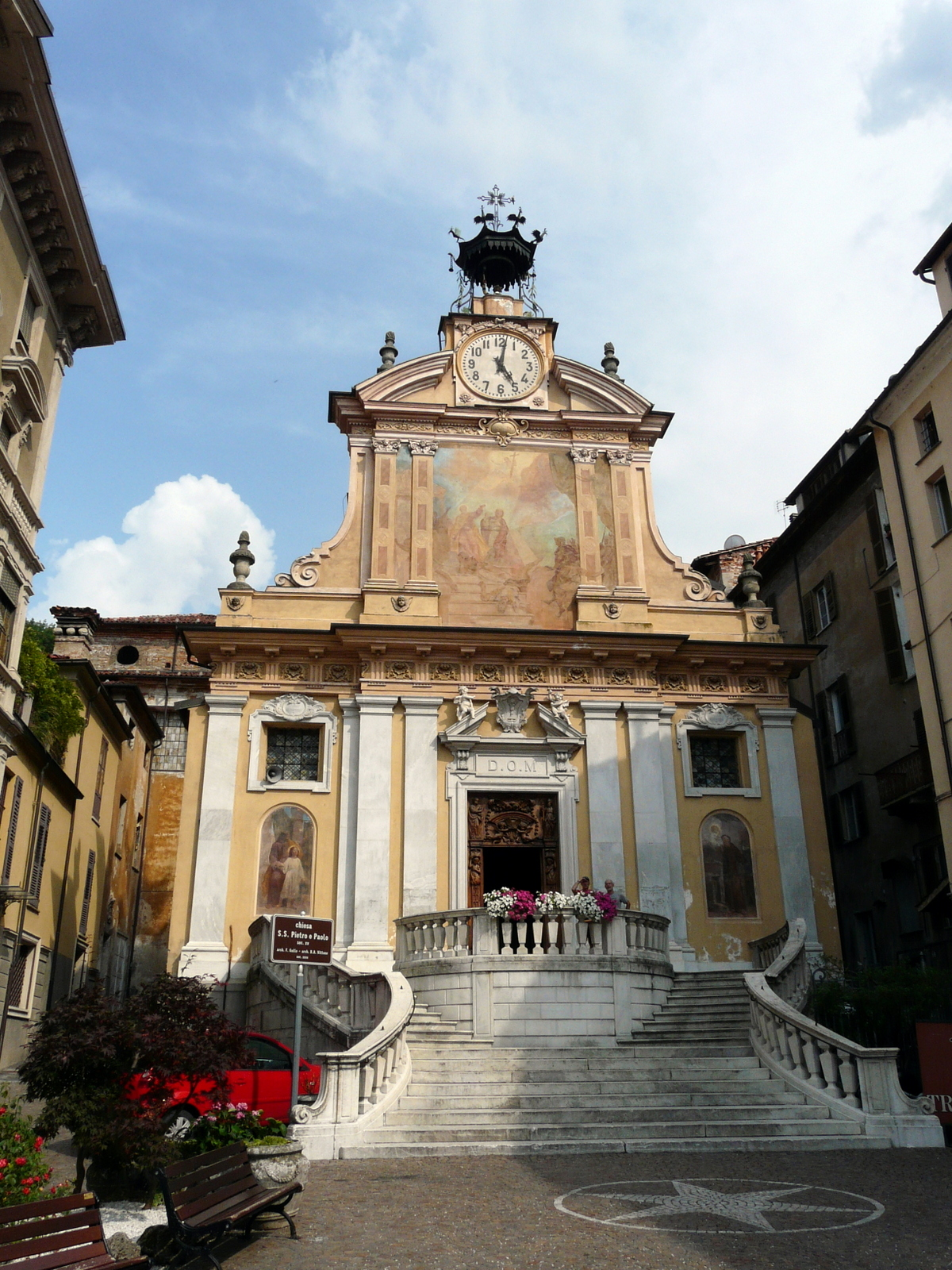
De kerk van St Petrus en St Paulus

Mondovì kent verspreid over de stad vele kerken, een kathedraal, kapellen en een klooster.

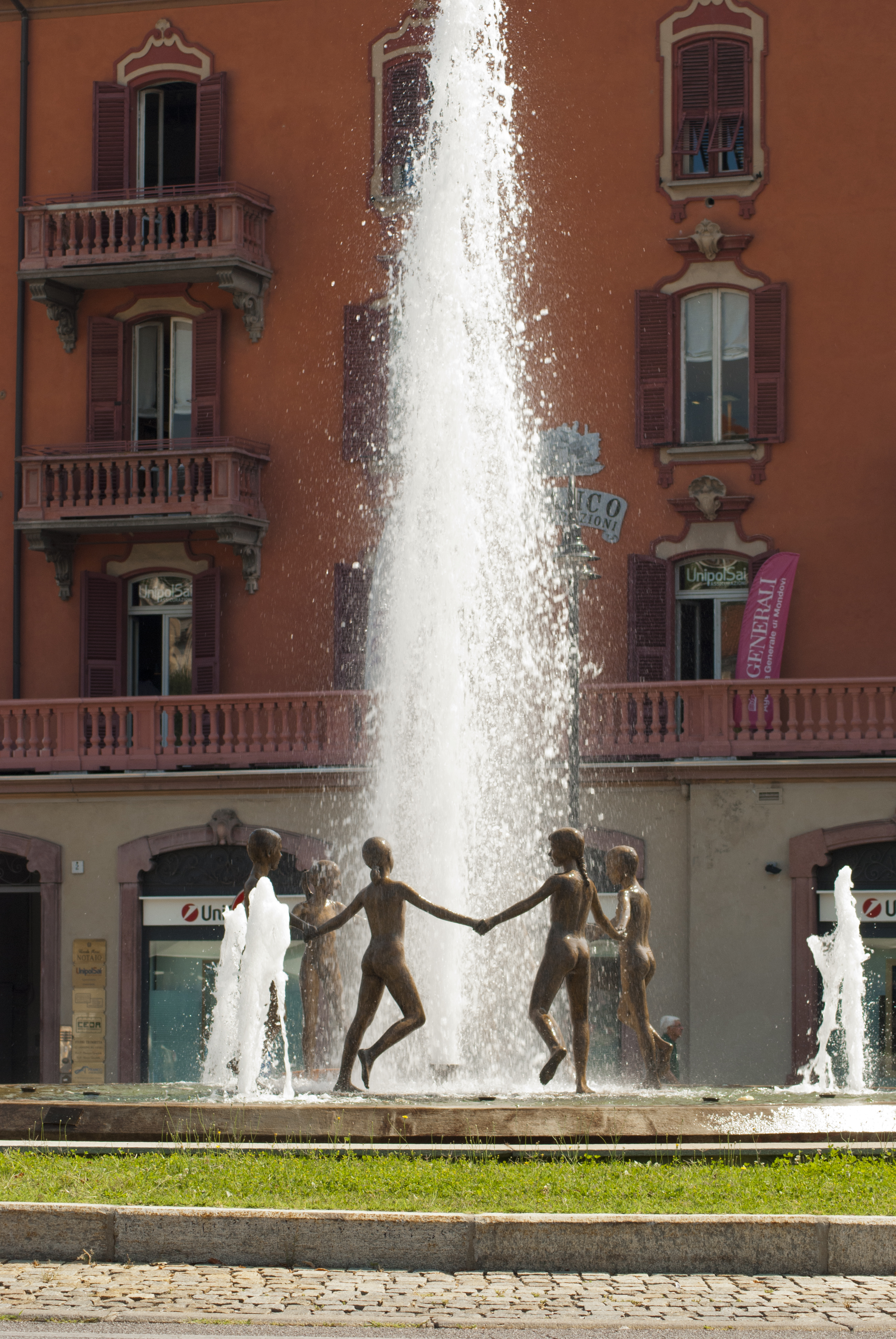
"Goj d'esse a Mondvì" in het centrum van Mondovì

Op dinsdag, donderdag en zaterdag is er markt op de Piazza Ellero. Hier vind je op de rotonde ook het kunstwerk 'Goj d'esse a Mondvì' (het plezier om in Mondovì te zijn). In het Italiaans heet het ook wel de 'Fontana dei Bambini' (de fontein van de kinderen). 

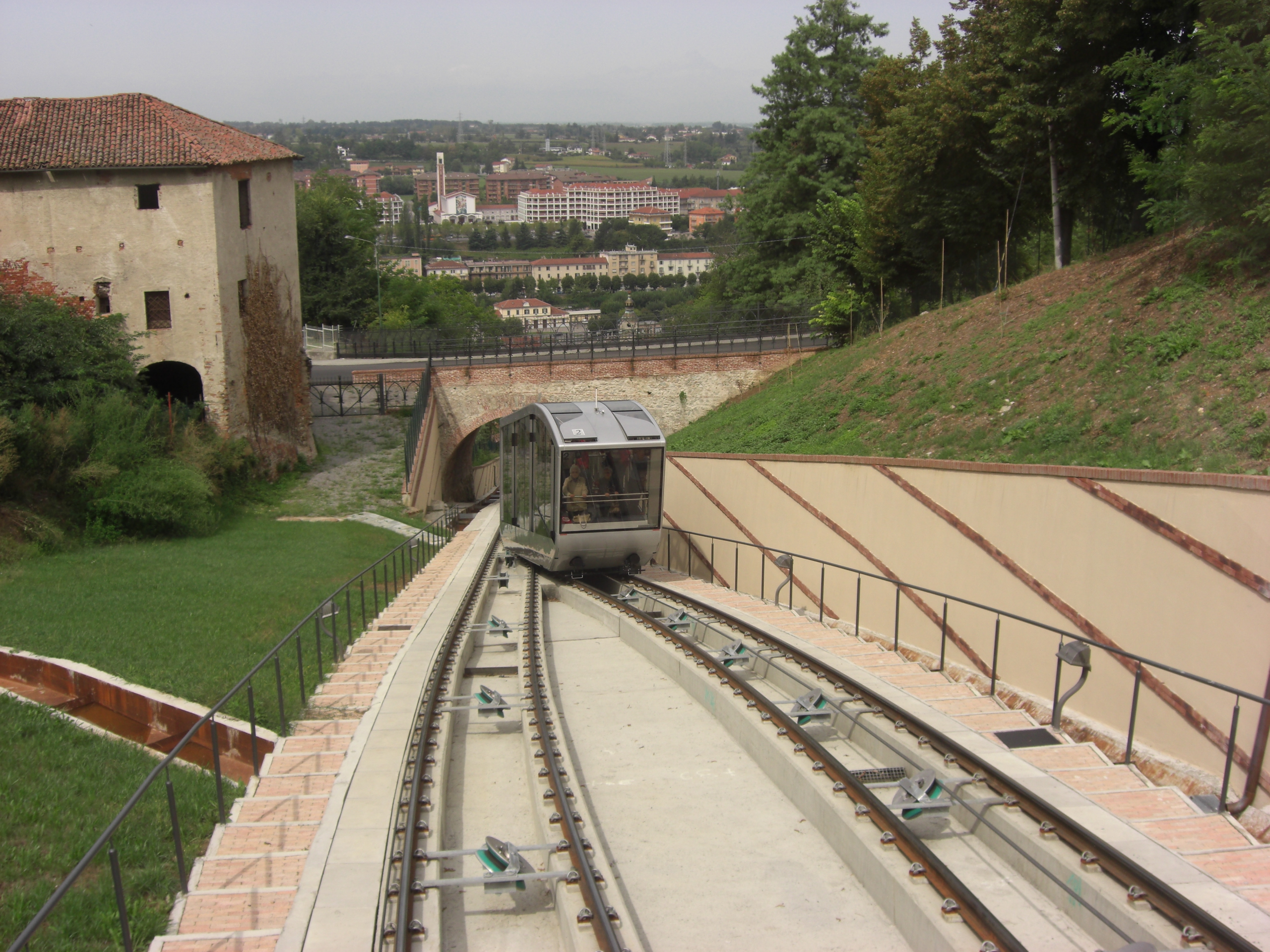
De trein van de kabelspoorweg tijdens het passeren halverwege de rit.

In het centrum van de stad vindt men de in 1886 gebouwde en in 1975 om veiligheidsredenen 'tijdelijk' gesloten kabelspoorweg van Mondovì (It: funicolare di Mondovì), die de wijken Breo en Piazza met elkaar verbindt. Nadat vanaf 2003 de kabelspoorweg radicaal verbouwd en op 16 december 2006 heropend werd, rijdt de trein nu weer elke tien minuten, waarin de twee wagens in 141 seconden hun rit voltooien. De totale lengte van het spoor is 544,6 meter, voor het overbruggen van een hoogte van 137 meter. De helling bedraagt 26 procent.

## Geboren
- Giovanni Battista Beccaria (1716-1781), natuurkundige
- Giovanni Giolitti (1842), premier van Italië